# (21002) 1987 QU7
(21002) 1987 QU7 est un astéroïde de la ceinture principale d'astéroïdes découvert en 1987.

## Description
(21002) 1987 QU7 a été découvert le 29 août 1987 à l'observatoire de La Silla, au Chili, par Eric Walter Elst.

### Caractéristiques orbitales
L'orbite de cet astéroïde est caractérisée par un demi-grand axe de 2,57 UA, un périhélie de 1,98 UA, une excentricité de 0,23 et une inclinaison de 7,78° par rapport à l'écliptique. Du fait de ces caractéristiques, à savoir un demi-grand axe compris entre 2 et 3,2 UA et un périhélie supérieur à 1,666 UA, il est classé, selon la JPL Small-Body Database, comme objet de la ceinture principale d'astéroïdes.

### Caractéristiques physiques
(21002) 1987 QU7 a une magnitude absolue (H) de 14,6 et un albédo estimé à 0,068.